# Crosswinds (album, Billy Cobham)
Crosswinds je druhé sólové studiové album bubeníka Billyho Cobhama. Všechny skladby složil William E. Cobham, Jr. Album bylo nahráno v newyorském studiu Electric Lady Studios a smícháno ve Trident Recording Studios v Londýně. Album vydala firma Atlantic Records pod kódem K 50037.

## Seznam skladeb
| Pořadí         | Název                           | Délka |
| -------------- | ------------------------------- | ----- |
| 1.             | Spanish Moss – A Sound Portrait | 17:08 |
| 2.             | a) Spanish Moss                 | 4:08  |
| 3.             | b) Savannah The Serene          | 5:09  |
| 4.             | c) Storm                        | 2:46  |
| 5.             | d) Flash Flood                  | 5:05  |
| 6.             | The Pleasant Pheasant           | 5:11  |
| 7.             | Heather                         | 8:25  |
| 8.             | Crosswind                       | 3:39  |
| Celková délka: | Celková délka:                  | 35:08 |

## Obsazení
Obsazení ve všech skladbách s výjimkou "Savannah The Serene" a "Storm":
- John Abercrombie – kytara
- Michael Brecker – dechové nástroje
- Randy Brecker – trubka
- Garnett Brown – pozoun
- Billy Cobham – bicí
- George Duke – klávesové nástroje
- Lee Pastora – latinskoamerické percuse
- John Williams – kontrabas a baskytary

Ve skladbě "Savannah The Serene" hrají:
- John Abercrombie – akustická kytara
- Garnett Brown – pozoun
- Billy Cobham – bicí
- George Duke – klávesové nástroje
- John Williams – kontrabas

"Storm" je sólo pro bicí nástroje, které hraje Billy Cobham.